# 日古扎克
吉古扎克（法語：Gigouzac）是法国洛特省的一个市镇，属于卡奥尔区（Cahors）卡蒂县（Catus）。该市镇总面积9.91平方公里，2009年时的人口为230人。

## 人口
吉古扎克人口变化图示